# Augustinern 32 (Quedlinburg)

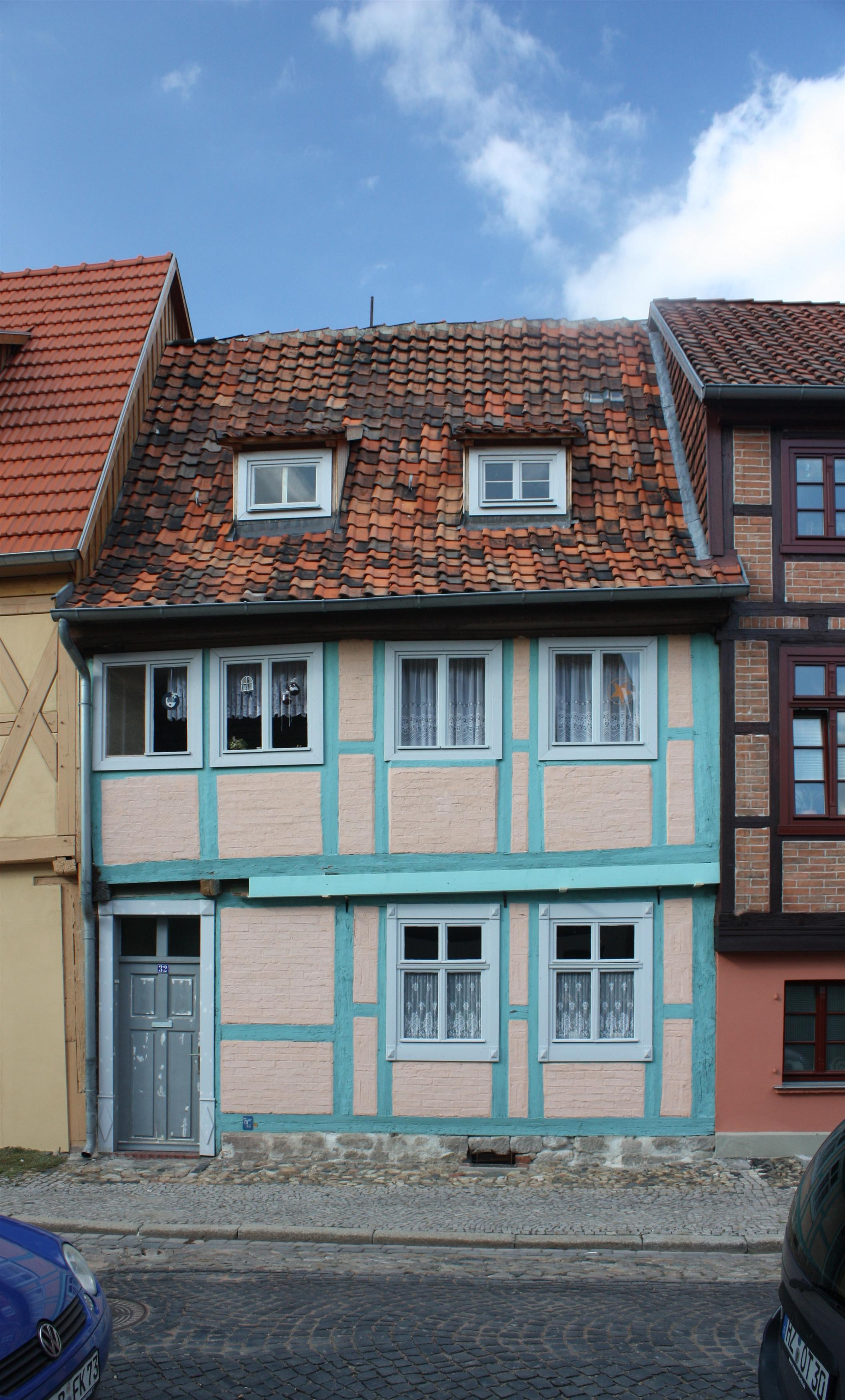
Haus Augustinern 32

Das Haus Augustinern 32 ist ein denkmalgeschütztes Gebäude in der Stadt Quedlinburg in Sachsen-Anhalt.

## Lage
Es befindet sich im nördlichen Teil der historischen Quedlinburger Neustadt und gehört zum UNESCO-Weltkulturerbe. Im Quedlinburger Denkmalverzeichnis ist es als Wohnhaus eingetragen.

## Architektur und Geschichte
Das kleine zweigeschossige Fachwerkhaus entstand in der Zeit um 1760. Die Gestaltung des Hauses ist schlicht. Es verfügt über eine Fachwerkfassade, die durch einen Ständerrhythmus geprägt ist.